# Dieter Lieberwirth
Dieter Lieberwirth (Fürth, 13 gennaio 1964) è un allenatore di calcio ed ex calciatore tedesco, di ruolo centrocampista.

## Palmarès

### Club

#### Competizioni nazionali
- Campionato tedesco di seconda divisione: 2

Norimberga: 1979-1980, 1984-1985